# Alain Le Nost
Alain Le Nost, né le 13 décembre 1934 à Pabu et mort le 2 février 2023 à Ploubazlanec,, est un artiste peintre français. Il vit et peint à Ploubazlanec après y avoir créé un atelier d'artiste en 1974 et exposé à Paimpol tous les étés depuis 1964.

## Biographie
Alain Le Nost est originaire d'une vieille famille bretonne originaire du Trégor et de l'Argoat. Il commence à peindre en 1952 et y consacre totalement sa vie depuis lors. Il rencontre Armand Drouant, c'est le début de sa vocation d'artiste et de sa formation de peintre. Sur les conseils d'Armand Drouant en 1954, le jeune peintre étudie à Paris à l'Académie de la Grande Chaumière dans l'atelier d'Yves Brayer. Manquant de ressources financières, il est obligé d'abandonner les cours et prend un poste de surveillant dans une école d'Antony dans les années 1950. Libéré de ses obligations militaires en 1958, il s'installe à Paris. Il entre en 1959 à l'Académie de la Section d'or dans l'atelier de Jean Souverbie, avec un mot d'introduction de son ami Armand Drouant. La même année il fait la connaissance du barde breton Glenmor qui va lui organiser des expositions et lui faire vendre ses premières toiles.
Il devient peintre professionnel en 1965. En 1970, il crée sa galerie au 2 rue Thiers à Paimpol, devenue la rue Georges Brassens depuis 1982. C'est le premier atelier d'artiste du centre ville ouvert au public, à l'origine de la vocation artistique actuelle de la cité paimpolaise.
Il dépose en 1989 la marque internationale "Peinture Essentialiste (TM)", qu'il applique à sa peinture et dont il est le créateur. On distingue plusieurs périodes dans son évolution artistique (expressionniste, paimpolaise, de transition, essentialiste). En 1999 il découvre l'Ouest Américain et passera une année entière à ne peindre que ce sujet. Ses sources d'inspiration sont multiples, allant de la Bretagne et de ses traditions celtiques à la Grèce, l'Espagne et plus récemment Venise. Sa démarche artistique le pousse à se libérer des descriptions figuratives pour aller à l’Essentiel, à l’essence même de la nature, des hommes, des objets pour  révéler une vérité allant au-delà de ce que nous offre la simple vue. Sa libération actuelle le pousse vers une peinture plus gestuelle et le mouvement intuitiste qui se développe en France et en Italie.

## Salons
- 1961-1964 - Salon des « 3 S », à Fontainebleau - Salon de Taverny - Saint-Denis - Juvisy - Salon de l'Essor à Dijon - Congrès Interceltique International de Tréguier
- 1970-1982
  - Salon des indépendants (sociétaire en 1974)
  - Salon d'automne
  - Salon Violet
  - Salon de la Société nationale des beaux-arts
- 1975  - Salon de Charenton
- 1983  - Salon Slao, collégiale Saint-Pierre, Le Puellier, Orléans invité d'honneur
- 1984  - Salon Cadrea, Guingamp, invité d'honneur, ainsi qu'en 1999
- 1988  - Salon La Bretagne à Lyon, Palais Saint-Jean à Lyon, invité d'honneur
- 1993  - Salon de la Marine, Brest, invité d'honneur
- 1993  - Salon des arts Cavan, invité d'honneur
- 1996  - Salon des arts de Ploumilliau, invité d'honneur
- 2003  - Salon Environnement et Patrimoine de Kerlouan, invité d'honneur
- 2012  - Salon de Saint-Arnoult en Yvelines, invité d'honneur

## Expositions
- 1960  - Maison de la Bretagne à Paris
- 1962  - Galerie Jérôme Bosch à Bruxelles, (Belgique), exposition personnelle
- 1964  - Galerie Boulevard Saint-Germain à Paris
- 1964  - Premières exposition sà Paimpol.
- 1964  - Festival International de musique légère, Paimpol exposition collective
- 1965  - Galerie Rond-Point Élysées, Paris, exposition collective
- 1965  - Breton Center, Londres, exposition collective
- 1965  - Paimpol, exposition personnelle au Studio Torty rue Thiers
- 1966-1969 - Musée de la Marine de la Ville de Paimpol, invité pendant quatre saisons estivales
- 1967  - Exposition personnelle à Athis-Mons sous la présidence d'Alain Poher
- 1968  - Exposition personnelle à Lambesc
- 1969  - Athis-Mons, avec les peintres Jean Even, Alain Cornic
- 1969  - Paimpol, exposition personnelle « Évasions »
- 1971  - Exposition personnelle à Lamorlaye
- 1971  - Exposition personnelle à l'Hôtel de Ville de Salon-de-Provence
- 1971  - Galerie Saluden à Brest
- 1972  - Galerie Pernety, Paris
- 1972  - Galerie 34 à Paris
- 1977  - Galerie La Caverne des Arts à Chantilly
- 1978  - Invité d'Alain Poher, Orangerie du Luxembourg
- 1979-1985 - En permanence à la Galerie Drouant à Paris
- 1980  - Centre Culturel, Château de la Roche-Jagu, dans les Côtes-d'Armor
- 1983  - Galerie du Taur à Toulouse
- 1984  - Galerie Le Bonhomme à Pontivy
- 1980-1986 - En permanence à la Galerie Gautier, à Granville
- 1985   - Galerie Drouant, « Un demi-siècle de peinture contemporaine », Paris
- 1988-1997 - Galerie Art-Expo à Lorient
- 1989  -  Galerie ElitArt, Genève, (Suisse) exposition personnelle
- 1992 - "le nost, quarante années de peinture", 450 m2 d'exposition dans le domaine de Trévarez (Finistère).
- 1999: rétrospective à Ploubazlanec
- 2002: "le nost, côté mer" espace des expositions temporaires au Musée de la mer de Paimpol.
- 2005: "le nost, l'âme bretonne", musée Yan'Dargent à Saint-Servais.
- 2006: "le nost, l'âme du peintre", Chapelle des Ursulines à Lannion.
- 2007: "hommage à alain le nost, peintre essentialiste" au Manoir Musée de Kérazan à Loctudy.
- 2013: "le nost, la peinture passion d'une vie". 2013 à la Maison Prébendale de Saint-Pol de Léon.

## Récompenses
- 1964 - Premier prix professionnel Ernée
- 1969 - Diplôme de l'Amicale des artistes français, Vincennes
- 1970 - Prix de la Ville de Chatou
- 1971 - Premier prix des peintres de Chatou
- 1972 - Grand prix d'acrylique « Galerie 34 », Paris
- 1975 - Prix du public, Salon de Charenton
- 1981 - Médaille de vermeil de la Société académique Arts-Sciences-Lettres
- 1982 - Médaille d'argent de la Société d'encouragement au progrès
- 1992 - Médaille d'or de la Société Académique Arts-Sciences-Lettres
- 1996 - Médaille d'argent du mérite et dévouement français
- 2004 - Grande médaille de vermeil de la Société Académique Arts-Sciences-Lettres